# OCESA Seitrack
OCESA Seitrack (antes Seitrack Management y Seitrack Musica) es un sello discográfico mexicano fundado en el año 2002 en la Ciudad de México, y agente de talentos subsidiaria del Grupo CIE.

## Historia
Como resultado de la asociación entre OCESA Entretenimiento y SeiTrack Management nace OCESA SeiTrack.
SeiTrack Management se fundó en el año 2002 como una agencia de representación artística enfocada en  el desarrollo del talento mexicano. Se logró formar un equipo de especialistas para cada una de las áreas que son determinantes para el desarrollo de las carreras de los artistas, lo cual rompía con la vieja concepción de un “representante artístico” y ofrecía una alternativa para aquellos artistas que deseaban dedicarse exclusivamente a desarrollar y explotar su talento, sin tener que preocuparse por el difícil entorno de negocios que los rodea.
Dentro de los artistas que se han desarrollado en Sei Track Management desde sus inicios se encuentran: Ha*ash, Paty Cantú, Motel y Ximena Sariñana. Dentro de los artistas consolidados que Sei Track Management ha manejado destacan: Los Ángeles Azules, María José y Zoé.

## Funcionarios
- Alex Mizrahi (director ejecutivo)
- Octavio Padilla (director general)
- Roberto Rodríguez, Yolo Aguilar, Teresa González de la Concha (Subdirectores de Marketing)
- Javier Montemayor (Subdirector Comercial)
- Miguel Ángel Ruiz (Subdirector de Ventas)
- Mariana González (Subdirectora de Alianzas Comerciales)
- Enrique García-Salgado (Subdirector de Estrategias Digitales)
- Carlos Moreno, Francisco Sierra, Renato Francis, Layla Del Razo, Fernando de la Garza (Directores de marketing)
- Marisol Márquez (Gerente Administrativa)
- Gisa Montalvo (Gerente de ventas)

## Artistas
Personal:

### Como discográfica (Guatemala Music S.A. de C.V.)
- Ana Torroja
- Paulina Rubio
- María José[3]
- Ximena Sariñana (desde 2022)
- Adan Jarquin (2024)

### Como agencia artística
- Alejandro Fernández[4]
- Ana Torroja[5]
- Benny Ibarra[6]
- Bronco[7]
- Christian Nodal[8]
- Chucho Rivas[9]
- Costera[10]
- DLD[11]
- DVLA[12]
- Edith Márquez[13]
- Félix y Gil[14]
- Fobia[15]
- Gepe[16]
- Ha*Ash (desde 2002)[17]
- Horacio Palencia[18]
- Karla Vallín[19]
- Karol Sevilla[20]
- Kinky[21]
- Los Ángeles Azules[22]
- LP[23]
- María Jose[24]
- María Leon[25]
- Miguel Bosé[26]
- Moenia[27]
- Morat[28]
- Motel (desde 2002)[29]
- Paty Cantú (desde 2002)[30]
- Río Roma[31]
- Sasha Sokol[32]
- Sebastián Yatra[33]
- Trapical Minds[34]
- Timbiriche[35]
- Ximena Sariñana (desde 2002)[36]
- Yahir[37]
- Yuridia[38]
- Zoé[39]